# Chardonnay, Saône-et-Loire
Chardonnay (francosko: [ʃaʁdɔnɛ] ) je občina v departmaju Saône-et-Loire v regiji Burgundija-Franche-Comté v vzhodni Franciji.
Ime je izpeljanka iz Cardonnacum, latinskega izraza, ki označuje deželo Cardusa, lastnika zemlje, ki je obdajala to vas ob koncu rimskega obdobja. Ime naj bi pomenilo tudi območje z osatom. Chardonnay in okoliška regija Mâconnais sta verjetno zibelka sorte grozdja Chardonnay in semantični izvor grozdja.

## Geografija
Ta majhna občina z 206 prebivalci (od 1. januarja 2022) je v okrožju Haut-Mâconnais ob departmajski cesti D 58 med Lugnyjem in Tournusom. Občina vključuje tudi vas Champvent na zahodu.

## Vinogradništvo
Chardonnay je verjetno soimenjak sorte grozdja Chardonnay, ki danes prevladuje v vinogradih Mâconnaisa in je pogosto zasajen po vsem svetu. Vina, pridelana v vasi, se lahko tržijo pod označbo porekla (Appellation d'Origine Contrôlée) Mâcon AOC ali Mâcon-Chardonnay AOC. Zadruga Chardonnay se je leta 1994 združila s zadrugo sosednje občine Lugny.

## Znamenitosti
- Cerkev iz prve polovice 12. stoletja
- Pralnica iz 17. stoletja
- Manoir de Champvent (dvorec v zaselku Champvent) iz 17. stoletja